# Premio Soldado Idoia Rodríguez
El premio «Soldado Idoia Rodríguez, mujer en las Fuerzas Armadas» es un galardón concedido por el Gobierno de España para reconocer la labor de aquellas personas físicas o jurídicas, colectivos o instituciones, tanto militares como civiles, que hayan realizado actuaciones relevantes o ejemplares para potenciar el papel de la mujer o para apoyar la igualdad de oportunidades y de género en las Fuerzas Armadas.
El galardón fue instituido por el Ministerio de Defensa en 2007 en memoria de la soldado Idoia Rodríguez Buján, primera militar española fallecida durante una misión internacional.
Se concede con carácter anual, cada 8 de marzo, con motivo del Día Internacional de la Mujer.

## Relación de premios concedidos
- 2008 (I): mujeres pioneras en las fuerzas armadas.[4][5]

- 2009 (II): Lucía Peraíta García, cabo del Ejército de Tierra, por su trayectoria profesional y su participación en misiones internacionales.[6][7]

- 2010 (III): Valentina Fernández Vargas, investigadora del CSIC, por su larga trayectoria dedicada a la investigación y difusión de cuestiones de género y Fuerzas Armadas y por su apoyo académico a la igualdad y a los derechos de la mujer en las Fuerzas Armadas.[8][9]

- 2012 (IV): Comité de Perspectivas de Género de la OTAN.[10][11]

- 2013 (V): Sambra Bumedien Ali e Iniciativa Hispano-Holandesa de Capacitación de Género en Operaciones.[12][13]

- 2019 (VI): Natalia Hernando Chueca, teniente del Cuerpo de Intendencia del Ejército de Tierra; Marina Goicoechea Margalef, teniente de navío del Cuerpo General de la Armada; y al componente femenino de la Patrulla Acrobática de Paracaidismo del Ejército del Aire, (PAPEA), formada por la cabo primero Diana Vetia Ruiz y la cabo primero María Soledad Agea Cuadrado, y las cabos Elizabeth Hernández Moreno, Rebeca Nobile Martínez y Teresa Pardo Moñino.[14][15]

- 2020 (VII): Dolores Muñoz, comandante médico de la BRILAT.[16][17]

- 2021 (VIII): Esmeralda Ruiz Alonso, brigada del Ejército de Tierra.[18][19]

- 2022 (IX): Amanda García Oliva, capitán enfermera del Cuerpo Militar de Sanidad, por su trabajo en la evacuación de Kabul.[20][21]

- 2023 (X): Marta Presa, teniente coronel médico, por su compromiso e implicación con la Agenda Mujeres, Paz y Seguridad en las numerosas misiones internacionales en las que ha participado y en las que destaca su apoyo a la mujer afgana.[22][23]

- 2024 (XI): Lourdes Losa, comandante del 45 Grupo de las Fuerzas Aéreas, por su profesionalidad y experiencia como piloto de aeronaves militares y su destacada actuación en misiones internacionales.[24][25]